# Pauly D
Paul DelVecchio o Pauly D (Providence (Rhode Island), 5 de juliol de 1980) és un actor i discjòquei, reconegut mundialment per la seva participació en el programa de televisió Jersey Shore, que transmet actualment el canal MTV. També ha participat en un programa (d'MTV) anomenat The Pauly D Project (El projecte de Pauly D) encara que la MTV d'Espanya s'anomena Pauly D en las Vegas.
Assistí a l'escola secundària de Johnston High School. Va començar la seva carrera professional com a discjòquei amb el nom de «DJ Pauly D». Des de la temporada 2008-2009, Paul DelVecchio ha participat en el show d'MTV, afirmant això si, que no té res que veure la seva participació amb la carrera professional de discjòquei que exerceix; simplement envià una petició des de MySpace cap al programa i aquest fou acceptat. Bàsicament, l'èxit de ser Discjòquei l'ha aconseguit amb la fama mundial que aconseguí el reality en el seu moment. Afirma també, que va enviar la petició perquè ell es considerava un "Guiddo" que a New Jersey significa que estas moreno, vas al gimnàs i portes molts tatuatges. Pauly D té un estil de vestir i de pentinar-se bastant peculiar, encara que és bastant freqüent alhora. Sempre el podem trobar en els seus realitys portant aquell exòtic cabell en punta. El seu cos, el podem trobar ple de tatuatges i alhora, musculat i moreno; ell es considera un autèntic Guiddo de New Jersey.